# قبرستانهای نور علی بلاغی
قبرستانهای نور علی بلاغی مربوط به هزاره سوم و ۲ قم است و در شهرستان زنجان، روستای قلتون واقع شده و این اثر در تاریخ ۱۱ مهر ۱۳۵۶ با شمارهٔ ثبت ۱۴۴۶ به‌عنوان یکی از آثار ملی ایران به ثبت رسیده است.